# Guvernul Stefan Ianev
Guvernul Stefan Ianev a fost cel de-al 94-lea cabinet al Bulgariei, a preluat funcția la 12 mai 2021. Este un guvern interimar prezidat de premierul Stefan Ianev. Acesta a fost numit de președintele Rumen Radev după alegerile parlamentare bulgare din aprilie 2021.

## Istorie
Condus de premierul independent Stefan Ianev, acest guvern exercită conducerea statului până la alegerile parlamentare anticipate din 11 iulie 2021. Prin urmare, nu este constituit și susținut de niciun partid politic, Adunarea Națională fiind dizolvată.
A fost format în urma eșecului partidelor politice de a forma un guvern cu puteri depline în urma alegerilor parlamentare bulgare din aprilie 2021.
Prin urmare, el succede guvernului conservatorului Boiko Borisov, format dintr-o coaliție între Cetățenii pentru Dezvoltarea Europeană a Bulgariei (GERB) și Patrioții Uniti (OP).

### Al doilea guvern
Condus de premierul independent Stefan Ianev, acest guvern exercită conducerea statului până la desfășurarea alegerilor legislative anticipate din 14 noiembrie 2021. Ca atare, nu este constituit și susținut de niciun partid politic. Adunarea Națională fiind dizolvată .
S-a format în urma eșecului formării unui guvern în urma alegerilor legislative din iulie 2021.
Urmează, așadar, guvernului anterior, constituit în condiții identice în urma eșecului formării unui guvern după alegerile legislative din aprilie 2021.
Pe 13 decembrie, Guvernul Kiril Petkov a fost investit de Adunarea Națională, prin urmare Guvernul Stefan Ianev a fost dizolvat.

## Componență
| Minister | Nume             | Partid      | În funcție din | Până la            |
| --- | ---------------- | ----------- | -------------- | ------------------ |
| Prim-ministru                                                                                               | Stefan Ianev     | Independent | 12 mai 2021    | 16 septembrie 2021 |
| Viceprim-ministru responsabil cu politicile economice și sociale și Ministrul Muncii și Politicilor Sociale | Gălăb Donev      | Independent | 12 mai 2021    | 16 septembrie 2021 |
| Viceprim-ministru însărcinat cu gestionarea fondurilor europene                                             | Atanas Pekanov   | Independent | 12 mai 2021    | 16 septembrie 2021 |
| Viceprim-ministru responsabil cu ordinea publică și securitatea națională și Ministru de Interne            | Boiko Rashkov    | Independent | 12 mai 2021    | 16 septembrie 2021 |
| Ministerul Afacerilor Externe                                                                               | Svetlan Stoev    | Independent | 12 mai 2021    | 16 septembrie 2021 |
| Ministerul Finanțelor                                                                                       | Asen Vasilev     | PP          | 12 mai 2021    | 16 septembrie 2021 |
| Ministerul Apărării                                                                                         | Georgi Panayotov | Independent | 12 mai 2021    | 16 septembrie 2021 |
| Ministerul Agriculturii, Alimentației și Silviculturii                                                      | Hristo Bozukov   | Independent | 12 mai 2021    | 16 septembrie 2021 |
| Ministerul Culturii                                                                                         | Velislav Minekov | Independent | 12 mai 2021    | 16 septembrie 2021 |
| Ministerul Economiei                                                                                        | Kiril Petkov     | PP          | 15 mai 2021    | 16 septembrie 2021 |
| Ministerul Educației și Științei                                                                            | Nikolay Denkov   | Independent | 15 mai 2021    | 16 septembrie 2021 |
| Ministerul Energiei                                                                                         | Andrey Zhivkov   | Independent | 15 mai 2021    | 16 septembrie 2021 |
| Ministerul Finanțelor                                                                                       | Asen Vasilev     | Independent | 12 mai 2021    | 16 septembrie 2021 |
| Ministrul Turismului                                                                                        | Stela Baltova    | Independent | 12 mai 2021    | 16 septembrie 2021 |
| Ministerul Justiției                                                                                        | Ianaki Stoilov   | BSP         | 12 mai 2021    | 16 septembrie 2021 |
| Ministerul Dezvoltării Regionale și Lucrului cu Publicul                                                    | Violeta Komitova | Independent | 12 mai 2021    | 16 septembrie 2021 |
| Ministerul Mediului și Apelor                                                                               | Asen Lichev      | Independent | 12 mai 2021    | 16 septembrie 2021 |
| Ministerul Sănătății                                                                                        | Stoicho Katsarov | Independent | 12 mai 2021    | 16 septembrie 2021 |
| Ministerul Tineretului și Sportului                                                                         | Andrei Kuzmanov  | Independent | 12 mai 2021    | 16 septembrie 2021 |
| Ministerul Transporturilor, Tehnologiilor Informaționale și Comunicațiilor                                  | Georgi Todorov   | Independent | 12 mai 2021    | 16 septembrie 2021 |

### Al doilea guvern Ianev
| Minister | Nume             | Partid      | În funcție din     | Până la           |
| --- | ---------------- | ----------- | ------------------ | ----------------- |
| Prim-ministru                                                                                               | Stefan Ianev     | Independent | 16 septembrie 2021 | 13 decembrie 2021 |
| Viceprim-ministru responsabil cu politicile economice și sociale și Ministrul Muncii și Politicilor Sociale | Gălăb Donev      | Independent | 16 septembrie 2021 | 13 decembrie 2021 |
| Viceprim-ministru însărcinat cu gestionarea fondurilor europene                                             | Atanas Pekanov   | Independent | 16 septembrie 2021 | 13 decembrie 2021 |
| Viceprim-ministru responsabil cu ordinea publică și securitatea națională și Ministru de Interne            | Boiko Rashkov    | Independent | 16 septembrie 2021 | 13 decembrie 2021 |
| Ministerul Afacerilor Externe                                                                               | Svetlan Stoev    | Independent | 16 septembrie 2021 | 13 decembrie 2021 |
| Ministerul Finanțelor                                                                                       | Valery Beltchev  | Independent | 16 septembrie 2021 | 13 decembrie 2021 |
| Ministerul Apărării                                                                                         | Georgi Panayotov | Independent | 16 septembrie 2021 | 13 decembrie 2021 |
| Ministerul Agriculturii, Alimentației și Silviculturii                                                      | Hristo Bozukov   | Independent | 16 septembrie 2021 | 13 decembrie 2021 |
| Ministerul Culturii                                                                                         | Velislav Minekov | Independent | 16 septembrie 2021 | 13 decembrie 2021 |
| Ministerul Economiei                                                                                        | Daniela Vezieva  | Independent | 16 septembrie 2021 | 13 decembrie 2021 |
| Ministerul Educației și Științei                                                                            | Nikolay Denkov   | Independent | 16 septembrie 2021 | 13 decembrie 2021 |
| Ministerul Energiei                                                                                         | Andrey Zhivkov   | Independent | 16 septembrie 2021 | 13 decembrie 2021 |
| Ministerul Finanțelor                                                                                       | Valery Beltchev  | Independent | 16 septembrie 2021 | 13 decembrie 2021 |
| Ministrul Turismului                                                                                        | Stela Baltova    | Independent | 16 septembrie 2021 | 13 decembrie 2021 |
| Ministerul Justiției                                                                                        | Ianaki Stoilov   | BSP         | 16 septembrie 2021 | 13 decembrie 2021 |
| Ministerul Dezvoltării Regionale și Lucrului cu Publicul                                                    | Violeta Komitova | Independent | 16 septembrie 2021 | 13 decembrie 2021 |
| Ministerul Mediului și Apelor                                                                               | Asen Lichev      | Independent | 16 septembrie 2021 | 13 decembrie 2021 |
| Ministerul Sănătății                                                                                        | Stoicho Katsarov | Independent | 16 septembrie 2021 | 13 decembrie 2021 |
| Ministerul Tineretului și Sportului                                                                         | Andrei Kuzmanov  | Independent | 16 septembrie 2021 | 13 decembrie 2021 |
| Ministerul Transporturilor, Tehnologiilor Informaționale și Comunicațiilor                                  | Georgi Todorov   | Independent | 16 septembrie 2021 | 13 decembrie 2021 |